# Aponychus lupus
Aponychus lupus är en spindeldjursart som beskrevs av Mohammad Nazeer Chaudhri 1972. Aponychus lupus ingår i släktet Aponychus och familjen Tetranychidae. Inga underarter finns listade i Catalogue of Life.